# Ada Kristel
Ada Kristel foi uma primeira bailarina argentina do Teatro Colón.

## Obras musicais
- Scheherazade
- Apurimac
- La flor del Irupé (1945)
- El burgués gentilhombre (1948)[1]
- Tour de... cisnes (1949), com o primeiro bailarino Víctor Ferrari.
- Capricho espanhol (1950), de Nikolai Rimsky-Korsakov, com Ciro Figueroa, coreografa de Leonide Massine.
- Gallo de oro (1950), obra de Rimsky Korsakov.
- Danzas Polovtsianas (1952)
- Bolero (1959)
- Avant-guerre (1962)
- Coppelia (1965), de De libes-Carter
- La suite de danzas (1966), de Petroff Schalkovsky
- La florista (1968)
- El hijo pródigo, de Prokofieff
- El amor brujo
- El sombrero de tres picos, de De Falha.
- Corpus Christi.
- Fausto (1971) de Jules Barbier.[2]